# 西大寺地域

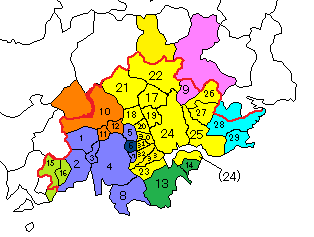
1967年時点の市町村地図。25.西大寺市

西大寺地域（さいだいじちいき）は、岡山県岡山市東区にある広域地区である。同区役所の本庁管轄域にあり、岡山市に編入合併した旧西大寺市域に相当する。いわゆる「広義の西大寺」にあたる。
地域の中心市街地は、古くから西大寺の門前町として栄え、毎年2月に同寺院で開催される日本三大奇祭の一つ「裸祭（西大寺会陽）」で知られる。
なお、同市北区の中心市街地には、当地に由来する西大寺町・新西大寺町という地区がある（詳細は岡山表町商店街を参照）。

## 概要
1969年（昭和44年）に西大寺市が岡山市に編入合併したときの市域にあたり、政令市施行前までは旧西大寺市役所が西大寺支所として管轄した。政令市移行後は同支所が東区の区役所（本庁）となり、さらに2014年（平成26年）11月25日には区役所が移転開設され、当地は本庁の直轄となっている。
当地は吉井川を中心に川の東西にエリアが広がる。西大寺市以前は吉井川東岸は邑久郡、西岸は上道郡（上東郡）であった。人口は西岸の方に偏っている。
当地の中枢は河口西岸に位置する西大寺・金岡であり、古くは金岡庄という荘園があった。この地区は中世から近世にかけて金岡湊の港町、および西大寺の門前町として商工業の発展した地域であった歴史の古い地区である。また、吉井川の高瀬舟と瀬戸内海の廻船との物資の集散地としても栄え、現在の西大寺市街地の基盤となった。明治以降、西大寺門前町には商店街が生まれ、それを中心に市街地が形成され周辺の経済の中心として賑わいをみせる。しかしモータリゼーションを中心とした生活に変化していくにつれ、市街地周囲の農地が区画整理され、道路網も整備、次第に商店や企業が周辺地に移転していき、商店街を中心とした市街は活気を失い、市街地としての機能は周辺地に奪われた形となる。その一方で、中心地は昔ながらの門前町や港町のたたずまいを残した風情ある町並が残っており、『ALWAYS 三丁目の夕日』などの撮影地にもなった。
当地中南部には広大な平地が広がるが、大半は古来は海域であり、近世における干拓された新田地帯である。吉井川西岸は上道沖新田、東岸には幸島新田などが造成されている。かつては米のほか、ムギ、綿花、イグサなどが主産物であった。特に綿花とイグサは紡績やイグサ製品などの関連加工業も栄え、前述の西大寺・金岡を拠点に各地へ売られた。しかし、近代になると綿花は衰退していき、イグサも昭和期に農家の兼業化により激減した。現在の新田地帯は幹線道路が整備され、周辺は郊外型の市街と変貌し、商店・企業・宅地が立地。農地もいまだ多い地区も多数あるものの、大半が米作中心となっている。さらには沿岸部には企業団地も造成され、様相が一変した。
現代において、西大寺は岡山市東部の拠点地区としての地位を占め、副都心的な存在のエリアとなっている。
従来からの九蟠地区工業地帯のほか、2001年8月に完成した東部クリーンセンター（豊地区）の周辺に流通センターなどが進出中。カネボウ西大寺工場跡地の活用問題や中心部商店街の衰退などが、現在の懸案事項である。
岡山市を代表する企業である両備ホールディングスや天満屋はこの西大寺が発祥地である。両備ホールディングスの方は現在も西大寺バスセンターが登記上の本店としての機能を果たしており、隣接して両備プラッツ西大寺店が立っていた。また天満屋の方は天満屋ハピータウン西大寺店が立っていたが、2024年9月1日で一旦営業終了した。

## 地勢
岡山市の南東部に位置し、東区の約南半分を占める広大なエリアである。吉井川の最下流域であり、エリア中央を北東から南西へ同河川が貫流し、当地で海（児島湾）へ至る。また、南東部は瀬戸内海に接し、南沖合にある犬島諸島も当地内である。
東には瀬戸内市（邑久・牛窓）、南は児島湾を隔てて同市南区小串・甲浦、西は百間川を隔てて同市中区富山・財田、北は同区の上道地域にそれぞれ隣接する。
吉井川西岸（旧上道郡域）では、中心市街地西北に備前富士の愛称で親しまれている独立丘陵の芥子山（標高232.8m）があり、この丘陵の北麓も当地内である（古都）。丘陵麓から海浜部まで広がる広大な平野部が広がるが、これは近世における干拓平野である松崎新田・金岡新田・上道沖新田から成り立っている。この平野と吉井川・旭川をそれぞれむすぶ水路として倉安川が東西に流れている。また、北東部から南西へ砂川が流れ百間川へ合流しており、古くから広大な農地の灌漑用水としての役目を果たしている。
吉井川東岸（旧邑久郡域）は、邑久山塊西端にあたる大雄山・高雄山などがある丘陵が中央にあり、その南北に平地が広がる。山の北側は一大穀倉地帯である千町平野の南部にあたり、千町川や大用水（坂根用水）が灌漑用水として流れている。山の南側は山南と呼ばれ、東側を南北に丘陵地が延び、西側を南北に流れる吉井川との間に広大な平野が広がる。この平野部は近世の干拓地であり、幸島新田などからなる。これら干拓平野の中央部を南北に千町川の派川が流れている。
河川
- 吉井川
- 砂川
- 倉安川
- 秋芳川
- 庄内川
- 百間川
- 千町川
- 千町川派川（神崎川・千曲川）

山岳
- 芥子山 - 備前富士
- 雨乞山
- 高雄山
- 硫黄山
- 報恩山
- 山の神山
- 赤石山

島嶼
- 犬島諸島
  - 犬島本島
  - 犬ノ島
  - 沖鼓島
  - 地竹ノ子島
  - 沖竹ノ子島
  - 白石島

## 東部新拠点
1993年に西大寺南のカネボウ西大寺工場が閉鎖したが、1995年に岡山市土地開発公社が取得。しかし用途が決まらず長期にわたり利用されないままであった。2010年3月に岡山市が買い取った。面積は約8.2ヘクタール。
2009年に岡山県で開かれた全国都市緑化フェアのメイン会場となることが決定し、整備が行われた。
全国都市緑化フェア後、南側が西大寺緑花公園、体験学習施設百花プラザとなり、2010年4月にリニューアルオープンした。
北部エリアは民間活用、北東エリアは公共公益施設予定地とされた。
2010年4月、緑化公園内に図書館（西大寺緑花公園緑の図書室）がオープンした（向洲の西大寺図書館は閉鎖）。
2011年2月14日、岡山市は北東エリアに岡山市東区役所、東消防署などを移転させる方針を明らかにし、2014年11月25日に移転開設した。
2011年10月、三菱地所は、当地を賃借し同年11月9日に商業施設「西大寺グリーンテラス」を開業するとし、家電量販店（ケーズデンキ）・ホームセンター（コーナン商事）・スポーツ用品店（モミジヤ）など計7店舗が12月までに順次オープンさせた。約25800平方メートルを賃借し、2階建ての施設を建設、店舗面積は約13000平方メートル、駐車場は約590台分。三菱地所は、同年3月に市と借地契約を締結、2033年までの契約で、借地料は約15億円で、それ以外の事業費は約20億円。年間35億円の売上高を見込んでいる。

## 地域
当地は以下の、地域区分に細分化される。以下は、コミュニティ協議会区域・コミュニティハウス設置区域・連合町内会区域であり、ほぼ学区（小学校）と一致する。
- 西大寺 - いわゆる「狭義の西大寺」
- 西大寺南（金岡）
- 雄神
- 豊
- 芥子山
- 可知
- 古都
- 政田
  - 光政
  - 津田
- 開成
  - 金田（金岡新田）
  - 九蟠
- 太伯
- 大宮
- 幸島
- 朝日
  - 犬島

## 経済・産業
主要特産物
- 果物：あたご梨、ヤーリー、いちご、ぶどう
- 水産・畜産物：黄しじみ、白魚、ひらめ、のり、牛乳
- その他：会陽みそ、笹の葉せんべい、西大寺ワイン、張り子の虎

## 文化
西大寺地区には西大寺観音院を筆頭に文化財が多い。
東部の硫黄山の一角の築山には6～7世紀の横穴式古墳群がある。山の南側にあたる大宮地区には備前国一宮であった安仁神社が鎮座。境内付近からは銅鐸も出土している。硫黄山の尾根続きである堂山には報恩大師開基と伝えられる千手山弘法寺がある。邑久郷地区の納岡には宇喜多家の菩提寺と伝えられる紅岸寺（向岸寺）があり、乙子地区には、戦国時代に児島湾に面して築かれた宇喜多直家所縁の乙子城（音湖城）址がある。西部の芥子山の西山中には岡山藩主・池田綱政による創建とされる大多羅寄宮跡がある。
民俗行事としては、全国的に知られる西大寺観音院の会陽・裸祭が代表的であり、当地の代名詞的なイベントとして古い時代から現在まで続けられている。毎年会陽の時期には、見物客が全国から数万人が訪れ、西大寺の街が一年でもっとも賑わう。

## 観光・行事

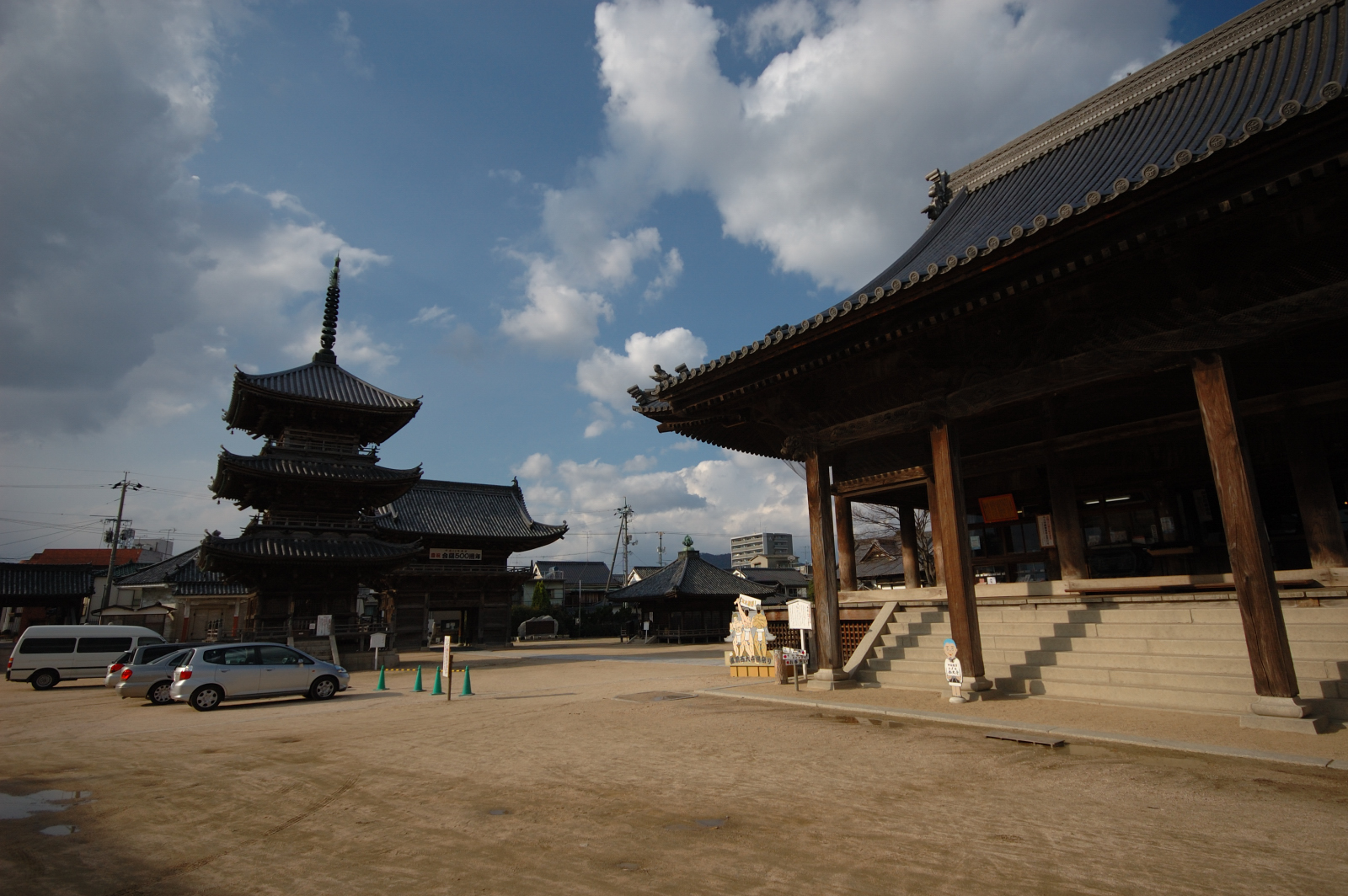
西大寺（観音院）

### 観光地・名所・旧跡
- 西大寺八景（昭和28年10月26日選定）
  - 観音院の晩鐘
  - 備前富士の展望
  - 横樋の漁火
  - 鹿島公園の春色
  - 金山学園の黎明
  - 水門宮山の秋景
  - 西大寺港の景観
  - 吉井川の清流
- 新西大寺八景（平成6年に市民アンケートにより選定）
  - 西大寺観音院の偉容
  - 会陽（えよう）賛歌・JR西大寺駅前広場
  - 向州（むこうす）公園の桜並木
  - 漁火慕情・児島湾の四つ手網
  - 吉井川の清流
  - 鴨越（かもごし）の桜と堰（いせき）
  - 深き杜（もり）・安仁神社
  - 備前富士・芥子山（けしごやま）
- 大多羅寄宮跡（国の史跡）

### 行事
- さいだいじ冬フェスティバル（2月～3月初旬）
- 西大寺会陽（えよう）、会陽冬花火（2月第3土曜日）
- わっしょいカーニバル西大寺（4月下旬）
- 夏まつり西大寺
  - 安仁（あに）神社まつり（7月11日）
  - 亀石（かめいわ）まつり（旧暦6月15日）
  - 夜待（よまち）まつり（7月第3土曜日）
  - 水まつり（8月第3土曜日）
- 西大寺朝市（毎月第3日曜日、ただし2月と8月は第2日曜日）

## 主要施設

### 教育
専門学校・高等学校
- 旭川荘厚生専門学院 吉井川キャンパス
- 岡山県立西大寺高等学校
- 岡山学芸館高等学校（※中高併設）

小・中学校
- 岡山市立西大寺中学校区
  - 岡山市立西大寺小学校：浅越、金岡東町1丁目（1番15～30号）、西大寺、西大寺上、西大寺北、西大寺中、西大寺中野（898～960番地を除く）、西大寺中野本町、西大寺東（1丁目）、西大寺南、西庄、向州、吉原
  - 岡山市立西大寺南小学校：金岡西町、金岡東町1丁目（1番15～30号を除く）、金岡東町2,3丁目、西大寺金岡
  - 岡山市立雄神小学校：久保、河本町、西大寺東（2,3丁目）、西隆寺、富崎、福治
  - 岡山市立豊小学校：西大寺射越、西大寺川口、西大寺五明、西大寺新、西大寺新地、西大寺浜、西大寺門前、長沼
- 岡山市立旭東中学校区
  - 岡山市立芥子山小学校：大多羅町、可知3丁目（4～7,13～17番）、可知5丁目、西大寺中野（898～960番地）、西大寺松崎、広谷、富士見町、松新町、目黒町
  - 岡山市立可知小学校：可知1,2,4丁目、可知3丁目（1～3,8～12番）、中川町、益野町
  - 岡山市立古都小学校：鉄、古都宿、古都南方、宍甘、藤井、矢津
- 岡山市立山南中学校区
  - 岡山市立太伯小学校：邑久郷、乙子、神崎町
  - 岡山市立幸島小学校：北幸田、幸地崎町、水門町、西幸西、東幸西、東幸崎、南水門町
  - 岡山市立朝日小学校：犬島、久々井、西片岡、東片岡、宝伝、正儀
  - 岡山市立大宮小学校：上阿知、西大寺一宮、下阿知、宿毛、千手
- 岡山市立上南中学校区
  - 岡山市立開成小学校：金田、九蟠、豊田
  - 岡山市立政田小学校：君津、光津、政津、升田
- 岡山学芸館清秀中学校（※中高併設）

### 官公庁
- 岡山市東区役所、古都出張所、朝日出張所
- 独立行政法人 国立印刷局 岡山工場
- 岡山市立公民館（各中学校区に1つずつ、計4館）
- 体験学習施設百花プラザ、西大寺緑花公園　緑の図書室
- 西大寺ふれあいセンター
- 東区保健センター
- 広島国税局西大寺税務署：岡山市の西大寺地域と上道地域、瀬戸内市の全域を管轄
- 岡山労働局西大寺公共職業安定所：岡山市の西大寺地域と上道地域、瀬戸内市の全域を管轄
- 岡山県岡山東警察署：西大寺地域と上道地域の全域を管轄
- 岡山市東消防署、可知出張所、上道出張所、瀬戸出張所
- 東部クリーンセンター

### 金融
- 中国銀行：西大寺支店、西大寺支店神崎出張所、松崎支店
- トマト銀行：西大寺支店
- おかやま信用金庫：西大寺支店、松新町支店
  - （補足）以前あった西大寺信用金庫は、岡山市民信用金庫に統合。その後岡山市民信用金庫は、おかやま信用金庫に統合。

### 小売店
- 西大寺グリーンテラス
  - ホームセンターコーナン西大寺店
  - MOMIJIYA F.C
  - ケーズデンキ岡山西大寺店
- 天満屋ハピータウン 西大寺店（建て替え工事中[16]）
- リョービプラッツ 山南店
- おかやまコープ（コープ西大寺）
- 山陽マルナカ 西大寺店、益野店
- ディオ 西大寺店
- 味彩館（農協、ACOOP）
- ニシナ フードバスケット 西大寺店
- ハローズ 西大寺店
- モミジヤスポーツ西大寺本店

### 卸売等
- メルヘンフード 本社

### 飲食店
- ココス （旧サンデーサン）西大寺店：西大寺南
- ジョイフル 岡山益野店：益野町
- トマト&オニオン 岡山城東店：目黒町
- ガスト 岡山西大寺店：富士見町
- マリンポリス 西大寺店：広谷
- すし遊館 西大寺店：西大寺中野
- スターバックスコーヒー 岡山西大寺店：西大寺中野
- 八剣伝（マルシェ）
  - 西大寺店：西大寺中（閉店）
  - 益野店：松新町

### 風営店
- マルハチ西大寺店

## 生活

### 電話・郵便
- 電話：(086)94xから始まる。例外として、古都小学校区全域と中川町の一部は(086)2xx,80x,89x,90xから始まる。
  - 以前は岡山市でありながら、岡山市の他地域とは別の市外局番だったが、1992年（平成4年）10月10日、西大寺地域を(086)297、940～949に変更し、岡山MAに編入させ、瀬戸内市域は邑久MA（(0869)2x、34）に名称変更してこの問題は解消された。
    - 変更前の市外・市内局番は、西大寺地域が08694-2～9、上道地域（一部例外あり）が086928（後に0862-97へ変更）、牛窓町（現・瀬戸内市）が086934、邑久町（同）が08692-2～5,7,9、長船町（同）が086926、その他の岡山市が0862-20～96,98,99。
    - 変更前は旧牛窓町、旧邑久町、旧長船町（いずれも現在は瀬戸内市）とは同じ西大寺MAであったため市内通話扱いであった。
- 郵便：西大寺局に属し、郵便番号は704-81xx（事業所の個別番号は704-85xx,704-86xx,704-87xx）。例外として、古都小学校区は703-82xx（事業所の個別番号は703-85xx,703-86xx,703-87xx）（岡山東局）。

### 放送
地上波テレビ放送は岡山市と同様だが、ケーブルテレビである岡山ネットワーク（愛称oniビジョン）は視聴できない。（百間川以西の中川町のみ視聴可能）
テレビ局
チャンネルはすべてアナログ放送（2011年7月24日終了）
- NHK：5チャンネル（総合）、3チャンネル（教育）
- テレビせとうち（TSC、テレビ東京系列）：23チャンネル
- RSKテレビ（RSK、TBS系列）：11チャンネル
- 岡山放送（OHK、フジテレビ系列）：35チャンネル
- 西日本放送（RNC、日本テレビ系列）：9チャンネル
- 瀬戸内海放送（KSB、テレビ朝日系列）：25チャンネル

AMラジオ局
- NHK岡山：603kHz（第一放送）、1386kHz（第二放送）
- RSKラジオ：1494kHz/91.4MHz

FMラジオ局
- NHK-FM：88.7MHz
- 岡山エフエム放送：76.8MHz
- 岡山シティエフエム（愛称レディオモモ）：79.0MHz
- その他、聴取可能な放送局
  - 西日本放送ラジオ：1449kHz/90.3MHz
  - ラジオ関西：558kHz/91.1MHz
  - 朝日放送ラジオ：1008kHz/93.3MHz
  - MBSラジオ：1179kHz/90.6MHz
  - ラジオ大阪（OBC）：1314kHz/91.9MHz
  - エフエム香川：78.6MHz

## 交通

### 鉄道
- 西日本旅客鉄道
  - 赤穂線：西大寺駅 - 大多羅駅

※かつては岡山市内まで西大寺鉄道が通じていたが、赤穂線に置き換わる形で1962年に廃止になった

### 路線バス
- 両備バス （拠点：西大寺バスセンター）
  - 西大寺中心部から岡山中心部方面
- 東備バス
  - 西大寺中心部から豊学区・山南中学校区方面、瀬戸内市（邑久・牛窓・虫明）方面
- 宇野バス
  - 古都学区から岡山中心部方面、瀬戸・備前方面 （注意：西大寺中心部は通っていない）

### 道路
- 国道2号（岡山バイパス）
- 国道250号（旧国道2号）
- 県道28号 岡山牛窓線：当地域と岡山市街地とを結ぶ主要道路
- 県道37号 西大寺山陽線
- 県道69号 西大寺備前線
- 県道81号 東岡山御津線
- 県道83号 飯井宿線
- 県道96号 岡山赤穂線
- 県道177号 九蟠中野線
- 県道215号 江崎金岡線
- 県道224号 瀬西大寺線
- 県道226号 牛窓邑久西大寺線
- 県道229号 上阿知本庄線
- 県道231号 神崎邑久線
- 県道232号 鹿忍片岡神崎線
- 県道233号 宝伝久々井南水門線
- 県道234号 東片岡宿毛線
- 県道235号 橋詰千手線
- 県道383号 九蟠東岡山停車場線
- 岡山県道397号寒河本庄岡山線：岡山ブルーライン（旧岡山ブルーハイウェイ）の正式名称
  - （国道2号岡山バイパス）← 君津IC - 西大寺IC →備前・姫路方面

## 出身・ゆかりの著名人
- 時実新子 - 川柳作家・随筆家（1929年 - 2007年）
- ベル・串田 - 洋画家(1913年 - 1994年）
- 赤木曠児郎 - 洋画家（1934年 - 2021年）
- 石井正弘 - 元岡山県知事（1945年 - ）
- 志穂美悦子 - 元女優、長渕剛の妻（1955年 - ）
- 吉永祐介 - 第18代検事総長、ロッキード事件の主任検事として有名
- atsuko - 歌手、グループangelaのボーカル（1975年 - ）
- 竹原直隆 - プロ野球選手、千葉ロッテマリーンズ（1980年 - ）
- 広井てつお - 漫画家（1950年 - 2008年）
- 福谷たかし - 漫画家 (1952年 - 2000年)、代表作「独身アパートどくだみ荘」 (芳文社刊)
- 鈴鹿央士 - 俳優

ゆかりの著名人
- 井上聡 - お笑いコンビ・次長課長の一人。当地にある岡山学芸館高等学校出身。

## 西大寺で撮影された作品
- 関東テキヤ一家 喧嘩仁義（1970年）
- ALWAYS 三丁目の夕日（2005年）‐ 門前町・五福通り商店街周辺がロケ地
- ALWAYS 三丁目の夕日'64（2012年）‐上記と同様
- とんび（NHK版）（2012年）
- この世界の片隅に#テレビドラマ（TBS） - 白木リンが居る「朝日遊郭」（呉市朝日町）周辺の風景として、岡山市の西大寺五福通りの景観が用いられている。